# Haplothrips clarisetis
Haplothrips clarisetis är en insektsart som beskrevs av Hermann Priesner 1930. Haplothrips clarisetis ingår i släktet Haplothrips och familjen rörtripsar. Inga underarter finns listade i Catalogue of Life.